# Ямайка на летних Олимпийских играх 2000
Ямайка принимала участие в Летних Олимпийских играх 2000 года в Сиднее (Австралия) в четырнадцатый раз за свою историю, и завоевала шесть серебряных и три бронзовые медали. Сборную страны представляли 26 женщин.

## 02!Серебро
- Лёгкая атлетика на летних Олимпийских играх 2000 года:
  - Женщины, бег на 400 метров с барьерами — Деон Хеммингс.
  - Женщины, эстафета 4×100 метров — Мерлин Отти, Вероника Кэмпбелл, Тайна Лоуренс, Беверли Макдональд, and Merlene Frazer.
  - Женщины, бег на 400 метров — Лоррейн Фентон.
  - Женщины, бег на 100 метров — Тайна Лоуренс.
  - Женщины, эстафета 4×400 метров — Catherine Scott-Pomales, Деон Хеммингс, Сэнди Ричардс, Лоррейн Фентон, Charmaine Howell и Мишель Бургер.
  - Мужчины, эстафета 4×400 метров – Кристофер Уильямс, Дэнни Макфарлейн, Майкл Блэквуд, Грег Хафтон, Санджей Эйр и Майкл Макдональд. Американский легкоатлет Антонио Петтигрю и команда США лишены золотых медалей в эстафете 4×400 м. Золотая медаль перешла команде Нигерии, серебряная — Ямайке, бронзовая — Багамским островам.

## 03!Бронза
- Лёгкая атлетика, мужчины, 400 метров — Грег Хогтон.
- Лёгкая атлетика, женщины, 100 метров — Мерлин Отти.
- Лёгкая атлетика, женщины, 200 метров — Беверли МакДональд.

## Состав олимпийской сборной Ямайки

### Плавание
Спортсменов — 1
В следующий раунд на каждой дистанции проходили лучшие спортсмены по времени, независимо от места занятого в своём заплыве.
Женщины
| Спортсменка      | Соревнование         | Предварительные заплывы | Предварительные заплывы | Полуфиналы | Полуфиналы | Финал     | Финал |
| Спортсменка      | Соревнование         | Результат               | Место                   | Результат  | Место      | Результат | Место |
| ---------------- | -------------------- | ----------------------- | ----------------------- | ---------- | ---------- | --------- | ----- |
| Джанель Аткинсон | 400 м вольным стилем | 4:09,61                 | 3                       |            |            | 4:08,79   | 4     |

### Триатлон
Спортсменов — 1
Триатлон дебютировал в программе летних Олимпийских игр. Соревнования состояли из 3 этапов - плавание (1,5 км), велоспорт (40 км), бег (10 км).
Женщины
| Спортсмен   | Соревнование      | Плавание | Велоспорт  | Бег      | Итоговое время | Место | Отставание |
| ----------- | ----------------- | -------- | ---------- | -------- | -------------- | ----- | ---------- |
| Иона Винтер | личное первенство | 20:53,58 | 1:08:43,00 | 40:48,11 | 2:10:24,69     | 34    | +09:44,17  |